# Henrik Larsen
Henrik Larsen, född 8 september 1997, är en norsk sportskytt som tävlar i gevärsskytte.

## Karriär
Bland Larsens meriter kan nämnas dubbla lagguld i gevärsskytte vid Världsmästerskapen 2022 och 2023. Förutom ett lagguld på EM har han även ett individuellt EM-guld 2021.